# Луїс Ігнаро
Луїс Ігнарро (англ. Louis J. Ignarro; нар. 31 травня 1941, Бруклін, Нью-Йорк) — американський фармаколог, лауреат Нобелівської премії з фізіології або медицини 1998 року «За відкриття ролі оксиду азоту як сигнальної молекули в регуляції серцево-судинної системи». Показав сигнальні властивості оксиду азоту, що прояснило його механізм дії.